# 北新地
北新地（きたしんち）は、大阪府大阪市北区の歓楽街の地域名。また、本項目では北区の正式な町名である曾根崎新地（そねざきしんち）についても述べる。現行行政地名は曾根崎新地一丁目および曾根崎新地二丁目。日本を代表する歓楽街で、東京の銀座と並ぶ高級飲食店街である。梅田の南側に位置しており、キタの繁華街に含まれる。
料飲店が集中しており、風俗店やパチンコ店は皆無である。カジュアルで雑多な雰囲気のミナミエリア（難波・道頓堀など）とは性格を異にする街でもある。一般的には「大人の街」と定義される。

## 地理
大阪キタを代表する歓楽街で、東京の銀座と並ぶ高級飲食店街でもある。大阪駅前のダイヤモンド地区（梅田1丁目）に南接して東西に細長く広がっている。ラウンジ、高級クラブ、料亭、バーなどを中心とした料飲店が集中している地域で、風俗店やパチンコ店は皆無である。
おおむね四つ橋筋 - 御堂筋間において、曽根崎通（国道2号）以南の曾根崎新地1丁目・堂島1丁目・堂島浜1丁目に展開する。通りがやや曲がっているのは、かつて存在した曽根崎川に沿って街が形成されたためで、新地本通り - 堂島上通り間の街区を西流していた。なお、この川跡を含む街区を境にして南北方向の街路にずれが生じているため、移動にビル間の路地やビルの中の通路を使うことも多い。
1982年にミナミの難波新地一番町 - 六番町が難波の現行町名に改称されて以降、大阪市で新地と付く町名は曾根崎新地だけとなっており、単に「新地」と呼ばれる場合が増えた。ちなみに、1982年は曾根崎新地1丁目が大阪で最も地価が高い場所となった年でもある。

## 沿革

曾根崎新地 紋章

1685年（貞享2年）に開始された河村瑞賢による堂島川・曽根崎川の改修に伴って堂島で新地開発が行われ、1688年（元禄元年）に堂島新地が誕生した。堂島新地は大坂城下の北端、または、船場の北に位置することから「北の遊里」と呼ばれた。1697年（元禄10年）には、それまで豪商淀屋の邸宅前、淀屋橋南詰の路上で開かれていた米市が堂島新地で開かれるようになった。
西成郡曾根崎村領内となる曽根崎川の北岸でも新地開発が行われ、1708年（宝永5年）に曾根崎新地が誕生し、大坂三郷に編入された。一方、堂島新地は「商いの場」へと変わり始め、1730年（享保15年）に堂島米会所が開設される頃には遊里のほとんどが曾根崎新地へ移転した。
以降、曾根崎新地は「北の遊里」「北の色里」「北の新地」と呼ばれ、米商らの遊興場所として繁栄した。近松門左衛門の『心中天網島』に登場する小春は曾根崎新地の遊女である。また、諸藩の蔵屋敷が立ち並ぶ中之島・堂島から近いこともあって、大坂では珍しい武家の来客も多く、もっぱら町衆で賑ったミナミの南地五花街とは当時から性格を異にする街であった。
1909年（明治42年）に天満の空心町から福島付近にまで燃え広がった北の大火によって全焼。大量に出た瓦礫で曽根崎川の堂島掘割より上流側の区間が埋め立てられた。

## 範囲

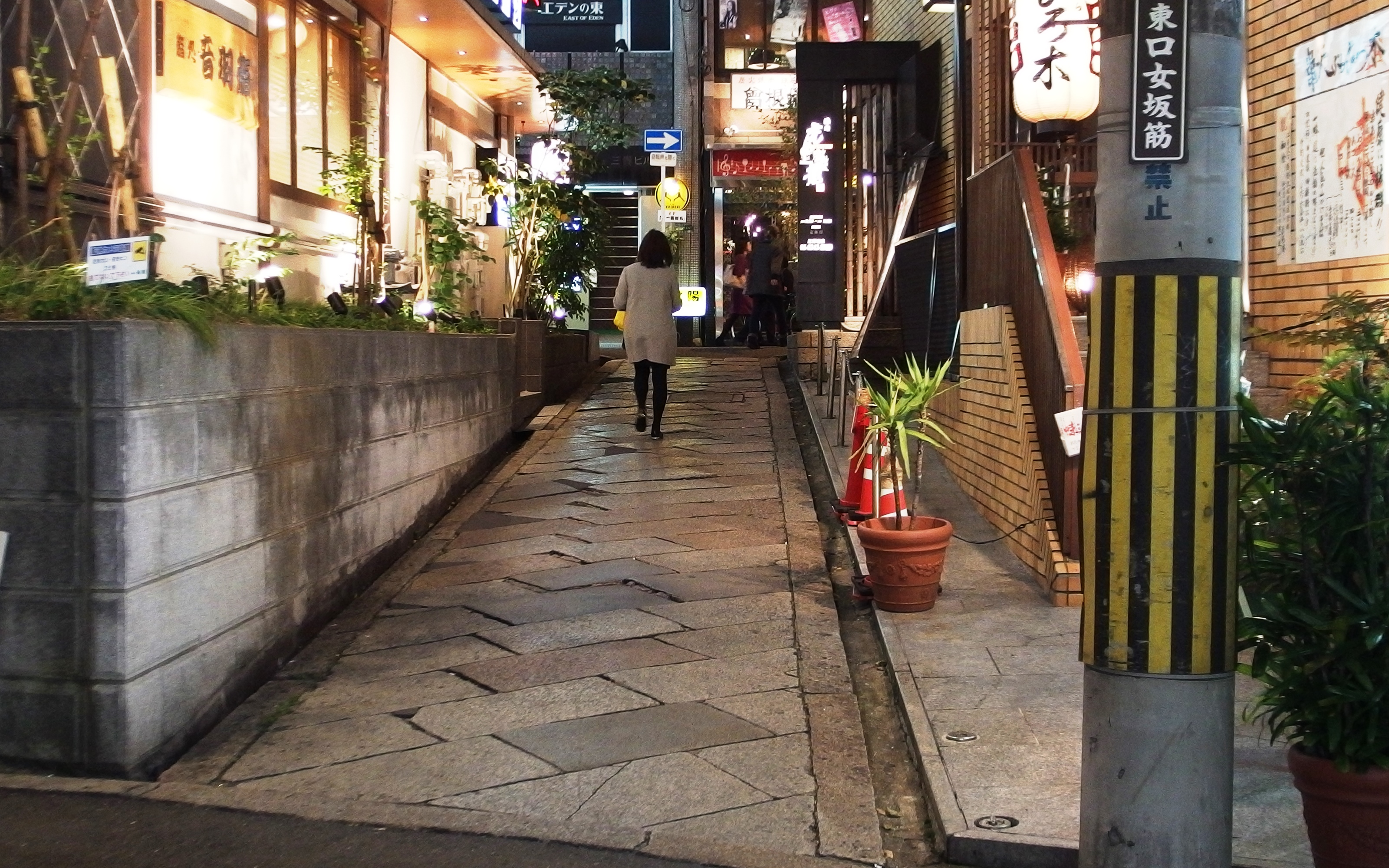
乙女坂

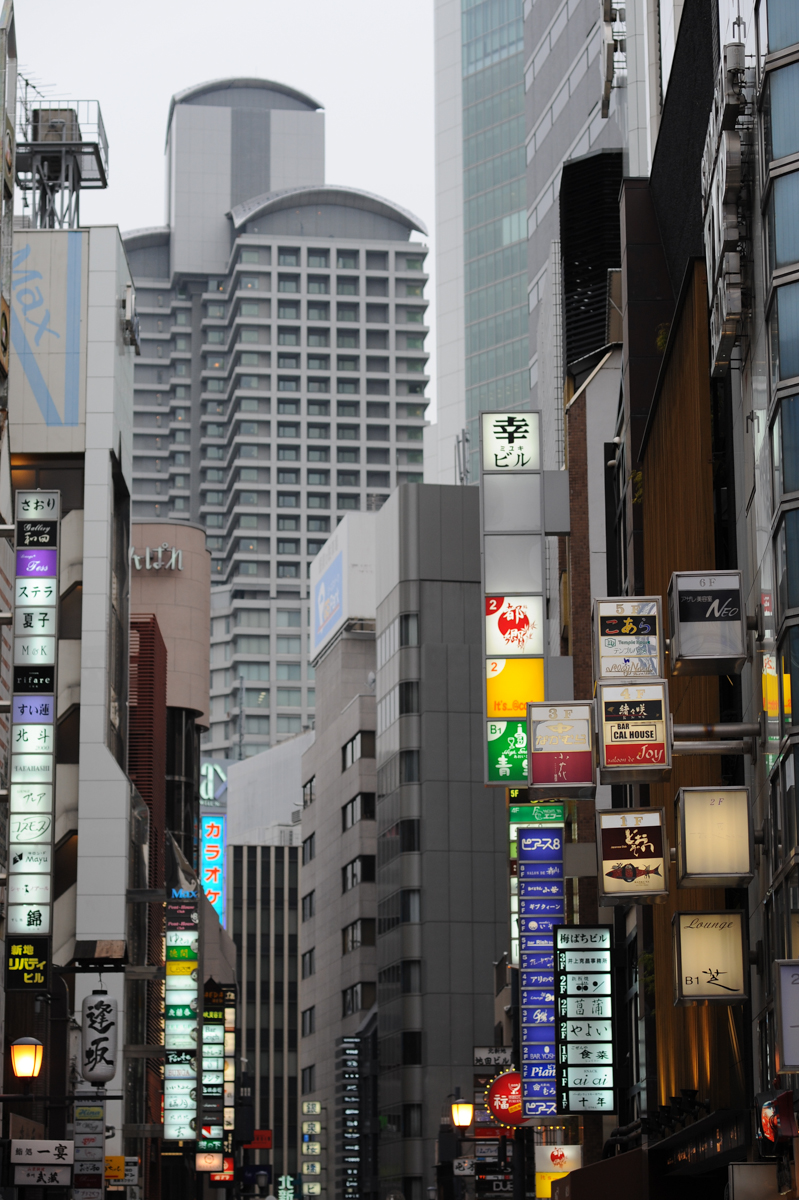
昼間の北新地

大阪府大阪市北区曾根崎新地1丁目・堂島1丁目・堂島浜1丁目
- 北端：曽根崎通（国道2号）
- 西端：四つ橋筋
- 東端：御堂筋（国道25号）
- 南端：堂島浜通り

最寄り駅はJR東西線北新地駅と大阪メトロ四つ橋線西梅田駅であるが、飲食街の利用者の多くがタクシーを利用する。そのため、高級クラブが開店する20時前後はエリア内がタクシーで溢れかえることが多い。なお、22時から1時まで上記の道路に囲まれた内側への自動車の乗り入れが禁止され、周囲の道路も駐停車が禁止される。

## 主な通り名
北から順
- 永楽町北通り
- 永楽町通り - 旧町名「曾根崎永楽町」より。
- 新地本通り - この通り沿いが元来の曾根崎新地。
- 堂島上通り - 旧町名「堂島上」より。もとは「堂島裏」という町名だったが1925年（大正14年）に堂島上に改称。
- 堂島船大工通り - 旧町名「堂島船大工町」より。
- 堂島中通り - 旧町名「堂島中」より。
- 堂島浜通り - 旧町名「堂島浜通」より。

## 経済

### 主な業種
高級クラブ、ラウンジ、スナック、バー、小料理屋が中心であり、庶民性は一部のチェーン展開な飲食店を除いてほとんどなく、接待需要や著名人需要などに支えられているといえる。なお、北新地でいうラウンジとは独特かつ明確な定義があるものであり、クラブ（5万円以上など高額だがホステスが客の席に座って接客できる）とスナック（1万円程度などだが店員が客席に着席して接客できない業種）の中間のサービス（ラウンジは客席同席での接客を受けられるため、さしずめ、高級ではないクラブを指す。）を中級料金（2万円～3万円程度など）で提供する業種を指す。北新地以外の歓楽街ではラウンジの定義がかなり曖昧である。
バブル崩壊、デフレ、リーマンショックなどを経て、2010年現在では、ガールズバー、ポールダンスバー、1時間2000円飲み放題歌い放題のカラオケラウンジ、新世界 (大阪)の串カツ店など、カジュアルな店舗も進出している。
地域の業種が変化するにつれ、ガールズバーなどの客引き行為やスカウトが増加したため、大阪市は北新地一帯を2018年11月より大阪市客引き行為等の適正化に関する条例に基づく重点地区に指定。客引き行為などに対して対抗措置を打ち出した。

### 企業
かつて存在した企業
- 豊国火災保険本社

## 歌に出る北新地
- 都はるみ『大阪しぐれ』
- 都はるみ & 宮崎雅『ふたりの大阪』
- 石川さゆり『大阪つばめ』
- 有山じゅんじと上田正樹『あこがれの北新地』
- ザ・ピーナッツ『大阪の女』
- 桂銀淑『大阪暮色』
- 大月みやこ『大阪ごころ』
- レツゴー三匹『新地ワルツ』
- 畠山みどり『新地ブルース』
- 吉幾三『北新地』

## 世帯数と人口
2019年（平成31年）3月31日現在の世帯数と人口は以下の通りである。
| 丁目             | 世帯数  | 人口  |
| ---------------- | ------- | ----- |
| 曾根崎新地一丁目 | 41世帯  | 63人  |
| 曾根崎新地二丁目 | 67世帯  | 92人  |
| 計               | 108世帯 | 155人 |

### 人口の変遷
国勢調査による人口の推移。
| 1995年（平成7年）  | 166人 | [ 6 ]  |  |
| 2000年（平成12年） | 166人 | [ 7 ]  |  |
| 2005年（平成17年） | 248人 | [ 8 ]  |  |
| 2010年（平成22年） | 219人 | [ 9 ]  |  |
| 2015年（平成27年） | 153人 | [ 10 ] |  |

### 世帯数の変遷
国勢調査による世帯数の推移。
| 1995年（平成7年）  | 69世帯  | [ 6 ]  |  |
| 2000年（平成12年） | 81世帯  | [ 7 ]  |  |
| 2005年（平成17年） | 166世帯 | [ 8 ]  |  |
| 2010年（平成22年） | 154世帯 | [ 9 ]  |  |
| 2015年（平成27年） | 100世帯 | [ 10 ] |  |

## 学区
市立小・中学校に通う場合、学区は以下の通りとなる。北区内の全ての市立中学校と、大阪市内の小中一貫校が対象で学校選択が可能（抽選を実施）。
| 丁目             | 番   | 小学校             | 中学校             |
| ---------------- | ---- | ------------------ | ------------------ |
| 曾根崎新地一丁目 | 全域 | 大阪市立扇町小学校 | 大阪市立天満中学校 |
| 曾根崎新地二丁目 | 全域 | 大阪市立扇町小学校 | 大阪市立天満中学校 |

## 事業所
2016年（平成28年）現在の経済センサス調査による事業所数と従業員数は以下の通りである。
| 丁目               | 事業所数    | 従業員数 |
| ------------------ | ----------- | -------- |
| 曾根崎北新地一丁目 | 1,041事業所 | 8,043人  |
| 曾根崎北新地二丁目 | 220事業所   | 5,384人  |
| 計                 | 1,261事業所 | 13,427人 |

## 交通

### 鉄道
- JR東西線北新地駅
- 大阪メトロ四つ橋線西梅田駅

## その他

### 日本郵便
- 〒530-0002[3]（集配局：大阪北郵便局[13]）